# ماسايوشي أوغاوا
ماسايوشي أوغاوا هو محامي وسياسي ياباني، ولد في 2 ديسمبر 1894، وتوفي في 7 يناير 1977.